# Doushan, Guangdong
Doushan (kinesiska: 斗山) är en köping i sydöstra Kina. Den ligger i Taishan i staden Jiangmen i provinsen Guangdong, omkring 130 kilometer söder om provinshuvudstaden Guangzhou. Antalet invånare är 48 229. Befolkningen består av 23 948 kvinnor och 24 281 män. Barn under 15 år utgör 13,0 %, vuxna 15-64 år 75 %, och äldre över 65 år 11,0 %.